# Mickaël Delage
Mickaël Delage (Libourne, 6 de agosto de 1985) es un ciclista francés.

## Historia
Mickaël Delage debutó como profesional en la Française des Jeux en 2005. En 2009 fichó por el equipo belga Silence-Lotto, en compañía de Philippe Gilbert. En 2011 regresó a la FDJ y allí se mantuvo hasta su retirada en 2021.

## Palmarés

### Ruta
2006
- 1 etapa del Tour del Porvenir

2010
- 3.º en el Campeonato de Francia en Ruta

2013
- La Roue Tourangelle

### Pista
2004
- Campeonato de Francia de Persecución por equipos (con Fabien Patanchon, Matthieu Ladagnous, Cédric Agez y Jonathan Mouchel)
- 2.º en el Campeonato de Francia en madison

2006
- Campeonato de Francia de Persecución por equipos (con Matthieu Ladagnous, Jonathan Mouchel, Sylvain Blanquefort y Mikaël Preau)

## Resultados en Grandes Vueltas y Campeonatos del Mundo
| Carrera         | Carrera         | 2005 | 2006  | 2007  | 2008  | 2009  | 2010 | 2011  | 2012  | 2013 | 2014  | 2015  | 2016  | 2017  | 2018  | 2019 | 2020  | 2021 |
| --------------- | --------------- | ---- | ----- | ----- | ----- | ----- | ---- | ----- | ----- | ---- | ----- | ----- | ----- | ----- | ----- | ---- | ----- | ---- |
|                 | Giro de Italia  | —    | 129.º | —     | —     | —     | —    | —     | 144.º | —    | —     | —     | 148.º | —     | —     | —    | —     | —    |
|                 | Tour de Francia | —    | —     | 117.º | —     | 101.º | Ab.  | 132.º | —     | —    | 143.º | —     | —     | F. c. | —     | —    | —     | —    |
|                 | Vuelta a España | —    | —     | Ab.   | 103.º | 73.º  | Ab.  | —     | —     | —    | —     | 109.º | —     | —     | 112.º | Ab.  | 142.º | —    |
| Mundial en Ruta | Mundial en Ruta | —    | —     | —     | —     | —     | —    | —     | —     | —    | —     | 75.º  | —     | —     | —     | —    | —     | —    |

—: no participa

F. c.: descalificado por "fuera de control"

Ab.: abandono